# Militärparade auf der Großenengliser Platte
Die Militärparade auf der Großenengliser Platte am 18. September 1936 war Teil der Aufrüstung der Wehrmacht und diente zur Vorbereitung für die Mobilmachung im Deutschen Reich. Die Parade zwischen Großenenglis (heute Ortsteil von Borken) und Udenborn (heute  Ortsteil von Wabern) war eine Machtdemonstration der Nationalsozialisten in Europa. Ihre politische Bedeutung wurde durch die Anwesenheit von Adolf Hitler unterstrichen.

## Vorbereitungen
Der Militärparade gingen Herbstübungen und Manöver des IX. Armeekorps südlich von Fritzlar und im Großraum Homberg voraus. Hierfür wurden auch Truppeneinheiten aus anderen Gegenden nach Nordhessen verlegt und dort einquartiert. Marschierende Soldaten, Melder auf Fahr- und Motorrädern und mit Girlanden und Spruchbändern geschmückte Dörfer stimmten die Bevölkerung auf die Parade ein.
Zahlreiche Interessierte verfolgten von eigens ausgewiesenen Beobachtungsposten, wie dem Mosenberg bei Homberg, vom 16. bis 17. September 1936 Gefechtsübungen der in Rote und Blaue eingeteilten Truppen. Der Mosenberg selbst wurde hart „umkämpft“.
Für die Parade wurde größter organisatorischer Aufwand betrieben. Wochen zuvor entwarf man detaillierte Pläne und begann den Aufbau der zwei großen Holztribünen, die je 16.000 eintrittspflichtigen Besuchern Platz geben konnten. Darüber hinaus musste die Sicherheit hochrangiger Gäste aus Partei und Heer gewährleistet sein. Für die Zuschauer gab es genaue Verhaltensinstruktionen. So war es zum Beispiel untersagt, Blumen in die vorbeifahrenden Autos der Staatsgrößen zu werfen.  Das Fotografieren der vorgeführten Waffen war strengstens verboten, um ausländischem Militär keine Einblicke und Kenntnisse in die neuesten Gerätetypen zu ermöglichen.

## Parade

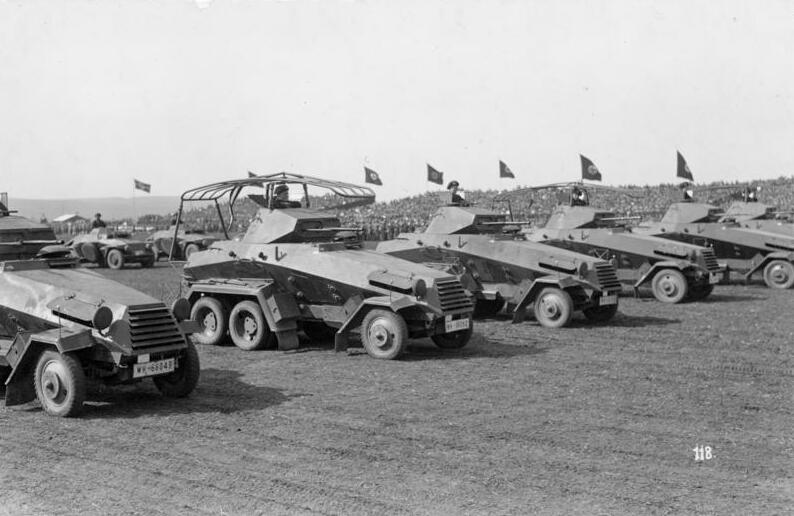
Herbstmanöver des IX. Armeekorps bei Fritzlar, Parade von Panzerspähwagen (Sd.Kfz. 231) und gepanzerten Funkwagen (Sd.Kfz. 232)

Am Freitag, dem 18. September 1936, kamen die Besucher mit Autobussen und Sonderzügen schon am frühen Morgen ins Zielgebiet. Der letzte Zug traf um 9:31 Uhr ein. Für Zuschauer, die mit dem eigenen Fahrzeug anreisten, galten großräumige Umleitungen. Zu Beginn der Militärparade waren beide Tribünen ausverkauft, und Tausende von Besuchern standen neben diesen eintrittsfrei.
Auf der Tribüne hatten u. a. der Gauleiter von Kurhessen, Karl Weinrich, und Oberpräsident Philipp Prinz von Hessen Platz genommen. Adolf Hitler, der zuvor eine Militärparade im Raum Würzburg abgenommen hatte, kam vom Bahnhalt Zennern zum Paradeplatz, schritt zunächst eine Ehrenkompanie ab und übergab Fahnen und Standarten. Anschließend wandte er sich an die Soldaten mit: „Ihr werdet zu diesen Fahnen stehen in guten und in schlechten Tagen. Ihr werdet sie nie verlassen und sie in Euren Fäusten vorher tragen vor der wieder groß gewordenen Nation. Sie blickt auf Euch in höchstem Stolz und mit blindem Vertrauen. Erweist Euch dieses Vertrauens würdig und stellt Euer ganzes Denken und Handeln immer unter den Begriff Deutschland.“ Der Oberbefehlshaber des Heeres, Generaloberst Werner von Fritsch, dankte Hitler im Namen der Soldaten mit den Worten: „Die Armee ist stolz und glücklich, die neuen Fahnen aus den Händen des Mannes empfangen zu haben, der Deutschland vom Abgrund zurückriss, der ganz Deutschland mit nationalistischem und soldatischem Geist erfüllt hat.“
Es folgten zahlreiche Musikkorps, die zum Teil beritten waren, Infanteriedivisionen, Reiterregimenter, Artillerieeinheiten, Nachrichten- und motorisierte Truppenteile mit Panzerwagen. Den Abschluss bildete eine Fliegerstaffel, die die Großenengliser Platte in niedriger Höhe überflog. Bevor Hitler zum nahen Fliegerhorst Fritzlar gebracht wurde, von wo er mit einer Ju 52 abflog, fuhr er unter Jubel und Hochrufen noch einmal im Wagen stehend langsam an den Tribünen vorbei.